# Хушвагн
Хушвагн — название доисламского согдийского храмового селения в средневековых мусульманских источниках.
Первым, кто узнал в компоненте вагн мусульманских источников согдийского слова храм, божница, оказался В. Б. Хенниг, объяснивший название селения Хушвагн из согдийского Хуж+вагн, дословно Шестихрамовый, Обладающий шестью храмами.
Сведения источников о селении Хушвагн собрал в своё время ещё В. В. Бартольд. Согласно словарям Самани и Йакути, оно находилось в самой населённой и цветущей части Согда, между Иштыханом и Кушанией, в местности, считавшейся лучшей в крае по климату, и не удивительно, что она была облюбована в далёком прошлом жрецами. Место для храмов было выбрано чрезвычайно выгодное — на одной из главных ворот Согда, связывающей важнейшие культурные его центры. В XII веке селение Хушвагн было уже известно под другим названием, арабским описательным — Рас ал-Кантарак, дословно Голова моста, Предмостье. Из этого учёные полагают, что селение находилось у моста, вероятнее всего принадлежащего некогда ему и его храмам, и к XII веке уже утеряло своё значение культового центра.
Селение с таким же названием, судя по известиям Ибн Хордадбеха и Кудамы, стояло в восьми фарсахах (около 60 км.) от Самарканда по дороге на уструшанский город Заамин. В. В. Бартольд предполагал, что речь у них идёт о другом, втором, одноимённом с первым селении. Вопрос требует дополнительного исследования.